# Manfred Stantke
Manfred Stantke (* 12. April 1927 in Liegnitz) ist ein ehemaliger deutscher Diplomat. Er war Botschafter der DDR in Tunesien und beim Staat Palästina.

## Leben
Stantke wurde nach 1945 in die Sowjetische Besatzungszone umgesiedelt und trat in die SED ein. Er qualifizierte sich zum Diplom-Ingenieurökonom und arbeitete bis 1971 als Bereichsleiter am Institut für Post- und Fernmeldewesen in Berlin. Anschließend trat er in den diplomatischen Dienst ein. Von 1973 bis 1979 arbeitete er als Botschaftsrat an der DDR-Botschaft in Belgien. Von 1979 bis 1985 war er Außerordentlicher Gesandter und Bevollmächtigter Minister der DDR in Frankreich und vom 8. Oktober 1986 bis 1990 Botschafter in der Republik Tunesien. Am 15. September 1989 wurde er in Tunis vom Präsidenten des Staates Palästina und Vorsitzenden des Exekutivkomitees der PLO, Jassir Arafat, zur Entgegennahme des Beglaubigungsschreiben als Botschafter der DDR beim Staat Palästina empfangen. Am 22. Februar 1990 schlug der Ministerrat der DDR dem Vorsitzenden des Staatsrates die Abberufung von Stantke als Botschafter der DDR in der Tunesischen Republik und dem Staat Palästina vor.

## Auszeichnungen
- 1984 Orden „Banner der Arbeit“ Stufe III[3]